# Hafen Burgas
Der Hafen Burgas (engl. Port of Burgas, früher auch Port of Bourgas, bulgarisch пристанище Бургас/pristanischte Burgas) ist der größte Seehafen und der wichtigste Hafen Bulgariens. Er befindet sich in der Schwarzmeerstadt Burgas, der viertgrößten Stadt des Landes und ist Teil des Transeuropäischen Transportnetzes. Der Grundstein für den modernen Hafen wurde 1894 durch einen Beschluss der bulgarischen Regierung zum Hafenausbau gelegt. In seiner alten Form wurde der Hafen jedoch bereits seit der Antike genutzt.
Mit dem Hafenausbau wurde das ehemalige Kap Burgas bebaut. 1899 wurde dort der erste bulgarische Seehafenleuchtturm in Betrieb genommen. 1903 wurde der moderne Hafen im Beisein des bulgarischen Fürsten Ferdinand I. für die Handelsschifffahrt eröffnet.

## Geschichte
| Anzahl der Segelschiffe        | 4487    | 1286    | 460     |
| Ladefähigkeit der Segelschiffe | 250.693 | 112.503 | 92.675  |
| Anzahl der Dampfschiffe        | 63      | 239     | 157     |
| Ladefähigkeit der Dampfschiffe | 27.401  | 108.427 | 66.319  |
| Gesamtzahl der Schiffe         | 4550    | 1507    | 617     |
| Ladefähigkeit aller Schiffe    | 278.094 | 220.930 | 158.993 |

Laut einer französischen Untersuchung über die osmanischen Schwarzmeerhäfen, war Burgas 1865 nach Trapezunt der Hafen mit dem größten Warenumschlag.
1894, 16 Jahre nach der Befreiung Bulgariens vom Osmanischen Reich, beschloss die bulgarische Regierung den Bau und Ausbau des Seehafens in Burgas. Bei der Eröffnung des Hafens schloss er ein Areal von 60 ha ein, mit 3 Schutzmauern mit einer Gesamtlänge von 590 m und eine Tiefe von 7,3 m.
Bis 1941, als die ersten zwei elektromechanischen Hafenkräne der Firma Škoda am Hafendock montiert wurden, erfolgte der Warenumschlag durch Hafenarbeiter, die die Waren auf ihren Rücken durch samari (bulg. самари) transportierten. Am 5. September 1974 wurde das Hafenareal durch den Schüttgut-Hafen erweitert. Hier findet der Umschlag von Schüttgütern jeglicher Art, darunter Eisenerz, feste Brennstoffe (Kohle, Koks), Metallabfälle, Schrott und andere Rohstoffe. Damit wurde der Hafen Burgas das Eingangstor für die Ressourcen der Unternehmen der bulgarischen Schwerindustrie (Kremikovzi, MDK Pirdop, Promet Debelt, Stomana Pernik etc.).
1963 erfolgte, 5,5 km (drei Seemeilen) südwärts des Haupthafens, den Bau des Ölhafens.
1980 wurde der Westhafen (bulg. пристанище “Запад”) in Betrieb genommen. Er ist spezialisiert auf die Be- und Entladung von Autotransportern, Massengutfrachtern und Schwergutfrachtern. Dort befinden sich auch der Containerterminal. Seit Ende der 1990er Jahre erfolgt ein weiterer Ausbau des Hafenareals, mitfinanziert durch die Japan Bank for International Cooperation (JBIC). Die erste Etappe umfasste Terminal 1 und Terminal 2 A, der für die Löschung von Schüttgütern vorgesehen ist, und wurde 2005 abgeschlossen.
Im Juni 2011 entschied die bulgarische Regierung den neuen Schüttgut-Hafen für 35 Jahre zu konzessionieren. Pächter der Anlage wird die bulgarische Parachodstwo Balgarski morski flot (bulg. Параходство „Български морски флот“, kurz BMF) sein. Sie hat sich vertraglich verpflichtet 100,3 Mill. Euro in der Anlage zu investieren sowie den von der JBIC gewährten Kredit zu tilgen.